# Щоденник Роуз (фільм)
«Щоденник Роуз» (англ. The Secret Scripture) — ірландський драматичний фільм режисера Джима Шерідана 2016 року з Руні Мара, Тео Джеймсом та Ванессою Редгрейв у головних ролях. Сценарій написано на основі роману Севастяна Баррі «Секретне писання». Прем'єра фільму відбулася 10 вересня 2016 на Міжнародному кінофестивалі у Торонто.

## Сюжет
Розанна Макналті вже й не пам'ятає, чому опинилася у психіатричній лікарні, де вона живе більшу частину свого життя. Одного разу новий головлікар доктор Грін знаходить щоденник хворої, який вона ховала від усіх. Там жінка протягом десятків років записувала свої думки та події її життя. Цей щоденник допомагає Розанні згадати багато про свою молодість, коли вона була ще красивою, життєрадісною й веселою. На жінку нахлинуть спогади про любов, прекрасні події молодості, зраду та ревнощі.

## У ролях
| Актор(ка)        |   | Роль                         |
| ---------------- | - | ---------------------------- |
| Руні Мара        | … | Розанна Макнолті в молодості |
| Ванесса Редгрейв | … | Розанна Макнолті в старості  |
| Тео Джеймс       | … | отець Гонт                   |
| Ерік Бана        | … | доктор Вільям Грін           |
| Сьюзен Лінч      | … | медсестра Кетлін             |
| Джек Рейнор      | … | Майкл                        |
| Ейдан Тернер     | … | Джек                         |

## Факти
- Попервах у фільмі Розанну Макнолті мала зіграти Джессіка Честейн[4].